# Jules Raeymaekers
Pour les articles homonymes, voir Jules et Raeymaekers.
Jules Raeymaekers est un peintre réaliste de paysage belge, né à Bruxelles en 1833 et mort à Houffalize en 1904.

## Biographie
Il intègre tout d’abord un petit atelier dans les prés de Schaerbeek avant de s’établir à Tervuren où s’assemble une colonie d’artistes tels que Édouard Huberti, Jules Montigny et Alphonse Asselbergs.
Vers 1863, Hippolyte Boulenger fréquente l’auberge du village « Au Renard » où sont rassemblés ces peintres de la première génération de l’École de Tervueren et en devient l’artiste emblématique.
Jules Raeymaekers est membre fondateur en 1868 de la Société libre des Beaux-Arts et de l'Art libre.
À la suite du décès de Boulenger en 1874, le groupe de Tervueren se disloque et Jules Raeymaekers perd un ami proche et un complice artistique. Il change de vie et quitte Tervuren pour Houffalize, en 1879-1880.
Dans un premier temps, il loue une chambre à l’Hôtel des Postes. Il acquiert ensuite en 1885 une petite maison adjacente qui lui permet de recevoir de nombreux peintres de Tervuren avec qui il peint la campagne environnante.
Il y meurt en 1904 d’une pneumonie et conformément à sa volonté, sa maison est léguée à l’état belge afin d’y accueillir des peintres de paysage.

## Œuvre
Il est surtout inspiré par l'ingénuité des aubes et la paix du crépuscule. Une parenté spirituelle le rattachait à Corot et à Millet dont il aimait les œuvres. Sa production n'est pas très abondante. 
- Soirée en Ardenne, huile sur toile, 112 × 172 cm, La Boverie, Liège[1]

## Postérité
Il figure à l'exposition de l'Art belge en 1905.